# رولاند استروم
رولاند استروم (انگلیسی: Roland Ströhm; ۲ مارس ۱۹۲۸ – ۲۰ اکتبر ۲۰۱۷) دوچرخه‌سوار اهل سوئد بود.